# شهرستان سیومسینسکی
شهرستان سیومسینسکی (به لاتین: Syumsinsky District) یک شهرستان در روسیه است که در اودمورتیا واقع شده‌است.